# Novo Konomladi
Novo Konomladi (bulgariska: Ново Кономлади) är en ort i Bulgarien.   Den ligger i kommunen Obsjtina Petritj och regionen Blagoevgrad, i den sydvästra delen av landet, 140 km söder om huvudstaden Sofia. Novo Konomladi ligger 138 meter över havet och antalet invånare är 171.
Terrängen runt Novo Konomladi är kuperad österut, men västerut är den platt. Närmaste större samhälle är Petritj, 11,2 km sydväst om Novo Konomladi. 
Trakten runt Novo Konomladi består till största delen av jordbruksmark. Runt Novo Konomladi är det glesbefolkat, med 15 invånare per kvadratkilometer.